# NGC 5625-1
NGC 5625-1 is een spiraalvormig sterrenstelsel in het sterrenbeeld Ossenhoeder. Het hemelobject werd op 28 april 1827 ontdekt door de Britse astronoom John Herschel.

## Synoniemen
- MCG 7-30-13
- ZWG 220.17
- VV 25
- Arp 50
- PGC 51592